# Oligospèrmia
Els termes oligospèrmia, oligozoospèrmia i baix recompte d'espermatozoides es refereixen a semen amb una concentració baixa d'espermatozoides i és una troballa habitual en la infertilitat masculina. Sovint, el semen amb una concentració d'esperma disminuïda també pot mostrar anomalies significatives en la morfologia i la motilitat dels espermatozoides (tècnicament oligoastenoteratozoospèrmia). Hi ha hagut interès en substituir els termes descriptius utilitzats en l'anàlisi del semen per informació més quantitativa.

## Diagnòstic

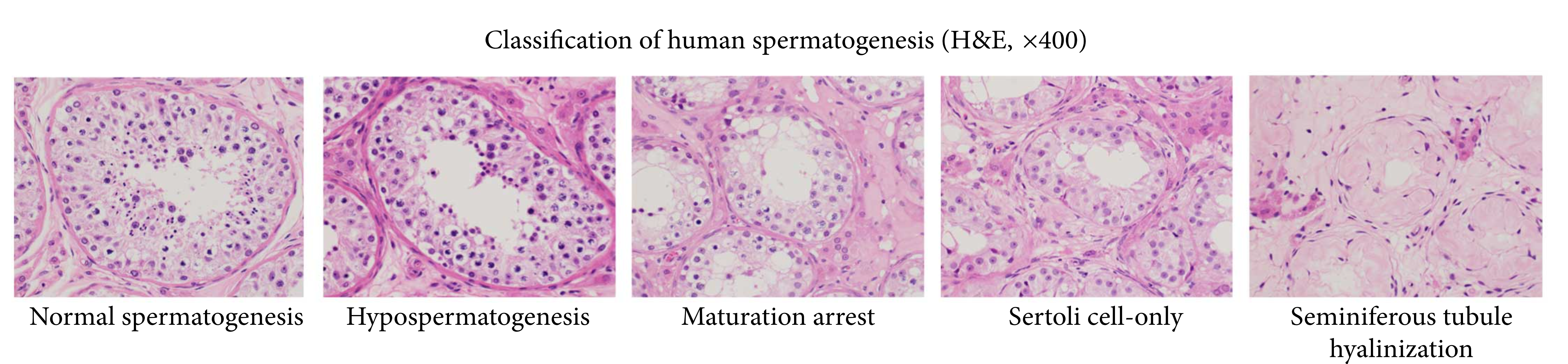
Histopatologia de diversos trastorns de l'espermatogènesi.

El diagnòstic d'oligospèrmia es basa en un recompte baix en una anàlisi de semen realitzada en dues ocasions. Durant moltes dècades les concentracions d'esperma de menys de 20 milions d'espermatozoides/ml es van considerar baixes o oligosèrmiques, però recentment, l'OMS va revalorar els criteris d'esperma i va establir un punt de referència més baix, menys de 15 milions d'espermatozoides/ml, coherent amb el percentil 5 dels homes fèrtils. Les concentracions d'espermatozoides fluctuen diàriament i l'oligospèrmia pot ser temporal o permanent.

## Causes
Hi ha moltes causes per a l'oligospèrmia, incloent:

### Causes pretesticulars
Els factors pretesticulars es refereixen a condicions que impedeixen un suport adequat dels testicles i inclouen situacions de deficiència hormonal i mala salut general, com ara:
- Hipogonadisme per diverses causes
- Drogues, alcohol, tabaquisme
- Anar en bicicleta[5] o muntar a cavall, de forma extenuant
- Alguns medicaments, fonamentalment els andrògens.

### Factors testiculars
Els factors testiculars es refereixen a condicions en què els testicles produeixen semen de mala qualitat malgrat una producció hormonal sexual adequat i inclouen:
- Edat
- Defectes genètics al cromosoma Y
  - Microdelecions del cromosoma Y
- Conjunt anormal de cromosomes
  - Síndrome de Klinefelter
- Neoplàsia, per ex. seminoma
- Criptorquídia
- Varicocele (14% en un estudi)[6][7]
- Trauma
- Hidrocele
- Galteres[8]
- Malària
- Defectes de l'enzim USP26 en alguns casos[9]

Els mastòcits que alliberen mediadors inflamatoris semblen suprimir directament la motilitat dels espermatozoides d'una manera potencialment reversible, i poden ser un mecanisme fisiopatològic comú per a diversos dels factors esmentats anteriorment.

### Causes posttesticulars
Els factors posttesticulars disminueixen la fertilitat masculina a causa de condicions que afecten el sistema genital masculí després de la producció d'esperma testicular i inclouen defectes del tracte genital, així com problemes en l'ejaculació:
- Obstrucció dels conductes deferents
- Absència de conductes deferents, sovint relacionades amb marcadors genètics de la fibrosi quística
- Infecció, per ex. prostatitis
- Obstrucció del conducte ejaculatori

### Oligospèrmia idiopàtica (oligoastenoteratozoospèrmia)
Al voltant del 30% dels homes infèrtils no es troba cap factor causant per la seva disminució de la concentració o la qualitat dels espermatozoides per mitjans clínics, instrumentals o de laboratori habituals, i la condició s'anomena "idiopàtica" (inexplicable). En la gènesi d'aquesta malaltia poden estar implicats diversos factors, com ara l'edat, els agents infecciosos (com Chlamydia trachomatis), les microdelecions del cromosoma Y, els canvis mitocondrials, els contaminants ambientals i els canvis hormonals "subtils".
Una revisió del 2013 va revelar que l'oligospèrmia i l'azoospèrmia s'associen significativament amb el sobrepès (odds ratio 1,1), l'obesitat (odds ratio 1,3) i l'obesitat mòrbida (odds ratio 2,0), però es desconeix la causa d'això. No es va trobar cap relació significativa entre l'oligospèrmia i el pes baix.

### Dany a l'ADN
El gen 2 de susceptibilitat al càncer de mama humà (BRCA2) s'utilitza en la reparació recombinacional homòloga de danys a l'ADN durant la meiosi. Un polimorfisme d'un sol nucleòtid de BRCA2 està associat amb oligospèrmia severa.
Els homes amb oligospèrmia lleu (concentració de semen de 15 milions a 20 milions d'espermatozoides/ml) es van estudiar per associar el dany de l'ADN dels espermatozoides amb factors d'estil de vida. Es va trobar una associació significativa entre el dany a l'ADN dels espermatozoides i factors com l'edat, l'obesitat i l'estrès laboral.